# Fortuna SC in het seizoen 1969/70
Het seizoen 1969/1970 was het tweede jaar in het bestaan van de Sittardse betaaldvoetbalclub Fortuna SC. De club kwam uit in de Nederlandse Eerste divisie en eindigde daarin op de 14e plaats. Tevens deed de club mee aan het toernooi om de KNVB Beker, hierin werd in de eerste ronde verloren van RBC (1–4).

## Wedstrijdstatistieken

### Eerste divisie
|       | Blauw-Wit | FC Den Bosch '67 | SC Cambuur | D.F.C. | Elinkwijk | Fortuna | Excelsior | De Graafschap | Helmond Sport | Heracles | HVC   | RCH   | Veendam | Vitesse | Volendam | De Volewijckers | Willem II |
| ----- | --------- | ---------------- | ---------- | ------ | --------- | ------- | --------- | ------------- | ------------- | -------- | ----- | ----- | ------- | ------- | -------- | --------------- | --------- |
| Thuis | 1 – 2     | 1 – 1            | 1 – 1      | 1 – 1  | 0 – 0     | 2 – 1   | 2 – 1     | 3 – 0         | 1 – 0         | 1 – 1    | 1 – 1 | 1 – 0 | 1 – 1   | 1 – 1   | 2 – 1    | 3 – 5           | 2 – 0     |
| Uit   | 4 – 2     | 2 – 2            | 0 – 0      | 2 – 0  | 2 – 1     | 4 – 1   | 1 – 0     | 2 – 0         | 3 – 0         | 1 – 0    | 3 – 0 | 0 – 1 | 2 – 1   | 4 – 2   | 3 – 2    | 0 – 2           | 1 – 1     |

### KNVB beker
| 1e ronde                                     | RBC                                     | 4 – 1 (3 – 0) | Fortuna SC        |
| 19 oktober 1969 Plaats: Roosendaal De Luiten | Frie Nouwens 2', 70' Ben Redel 22', 30' |               | 80' Louis Dullens |

## Statistieken Fortuna SC 1969/1970

### Eindstand Fortuna SC in de Nederlandse Eerste divisie 1969 / 1970
| Stand | Gespeeld | Gewonnen | Gelijk | Verloren | Punten | Doelpunten voor | Doelpunten tegen |
| ----- | -------- | -------- | ------ | -------- | ------ | --------------- | ---------------- |
| 14e   | 34       | 9        | 11     | 14       | 29     | 39              | 51               |

### Topscorers
| #                    | Naam            | Goal |
| -------------------- | --------------- | ---- |
| 1.                   | Gerd Schunck    | 12   |
| 2.                   | Theo Hansen     | 6    |
| 3.                   | Jan Boekestein  | 4    |
| 4.                   | Peter Benen     | 3    |
| 5.                   | Jo Geyselaers   | 2    |
| 5.                   | Ben Pijpers     | 2    |
| 5.                   | Jo Plum         | 2    |
| 8.                   | Frans Derix     | 1    |
| 8.                   | Jan van 't Hek  | 1    |
| 8.                   | Pierre Kusters  | 1    |
| 8.                   | Hilbert Mensink | 1    |
| Onbekende doelpunten |                 |      |
| –                    | Onbekend        | 4    |
| Totaal               | Totaal          | 39   |

| #      | Naam          | Goal |
| ------ | ------------- | ---- |
| 1.     | Louis Dullens | 1    |
| Totaal | Totaal        | 1    |